# EUPHORIA
EUPHORIA (estilizado e u p h o r i a) fue una banda española de rock y metal, formada en 2003 en Valladolid por Pablo Fernández (voz y bajo), David Zaraín (guitarra) y Abel Martínez (batería).

## Historia
Editaron dos discos de estudio. Euphoria (2007) fue el álbum de debut homónimo, lanzado bajo el extinto sello madrileño "Inferno Records", grabado en los Estudios Uno de Cine Arte, producido por Pablo Iglesias (B-Violet, Kannon, Hora Zulu, José Mercé, Lagartija Nick, Piratas...) y masterizado en Masterdisk (NY) por Andy Vandette (Smashing Pumpkins, Tool, David Bowie, Porcupine Tree). Este primer L.P. recibió notables críticas por parte de la prensa especializada como Mondosonoro, Rock Zone, Kerrang, Radio 3, etc. y logró formar una base de fanes a su alrededor como atestiguan las más de 2000 copias vendidas, más de 100 000 visitas entre Myspace y web oficial, o las más de 18 000 descargas en línea de su trabajo, todo esto logrado gracias al boca a boca y a una extensa gira que los llevó por las principales capitales españolas y diferentes festivales de la península ibérica.
Tras un año dedicado a la creación, el grupo vuelve a meterse en estudio a finales de 2009 para grabar su segunda referencia, de título Culto al deseo (2010), esta vez bajo un nuevo sello, Art De Troya / Independent Trade Union; la banda firmó un álbum que ahondaba en el post rock, metal, y psicodelia. El disco fue grabado en el estudio Neo MusicBox, mezclado y producido por Raúl de Lara (Second, In Keys, Korea, Vértigo) y masterizado de nuevo en Masterdisk (NY) esta vez por Howie Weinberg (Red Hot Chilli Peppers, Smashing Pumpkins, Pantera, Deftones, Nirvana, The Cure, Sonic Youth, Jeff Buckley, U2...).
En 2013 publicaron Aquellas ciudades donde nunca estuvimos, su primer DVD, grabado en directo el 19 de marzo de 2011 en la sala My Way de Valladolid.

## Discografía

### Discos de estudio
- Euphoria (2007)
- Culto al deseo (2010)
- Caballo ganador (2024)

### DVD en directo
- Aquellas ciudades donde nunca estuvimos (2013)

### EP
- Somos lo único que nos queda ser (2013)